# Summer Games II
Summer Games II  är ett datorspel med sporttema, utvecklat av Epyx (och släppt av US Gold), baserat på grenar i olympiska sommarspelen. Spelet släpptes 1984 till Commodore 64, och porterades till Apple II, IBM PC, Atari ST, MS-DOS, Sinclair Spectrum, Amstrad CPC och Amiga, och återlanserades till Virtual Console i Europa den 27 juni 2008 och i Nordamerika den 16 mars 2009. Den är en uppföljare till Summer Games, släppt av Epyx föregående år.

## Spelet
Spelet presenterades som en virtuell multisportkarneval vid namn "Epyx Games" (ingen licens av den internationella olympiska kommittén fanns) med upp till 8 spelare, och alla valde ett land att representera och tävla om medalj i olika tävlingar. I de flesta versioner kunde världsrekord sparas på diskett.

## Grenar
Spelet innehöll följande grenar:
- Trestegshopp
- Höjdhopp
- Rodd
- Spjutkastning
- Ridsport
- Fäktning
- Kajak
- Cykling

I spelet kan man välja att tävla i alla grenar, några grenarna, bara en gren eller träna i en gren.
Spelet innehåller också invignings- och avslutningsceremonier, där avslutningsceremonin innehåller en "fan man", och den olympiska elden falnar då skymningen faller, ett luftskepp som passerar samt fyrverkerier. Flera porteringar låter även fyra spelare delta, men bara om man har disketten för föregångaren Summer Games.

## Porteringar
Den ursprungliga C64-versionen av Summer Games II gjordes av Scott Nelson, Jon Leupp, Chuck Sommerville, Kevin Norman, Michael Kosaka & Larry Clague 1985. Samma år kom en Apple 2-version, skapad av John Stouffer, Jeff Webb, Doug Matson, Greg Broniak, Tim Grost, Matt Decker, Vera Petrusha, Ken Evans, Pat Findling, Dr. Keith Dreyer & Chris Oesterling.
Ett år senare porterades spelet av Phil Suematsu, Jeff Grigg, Don Hill & Jimmy Huey. Einstein & Steve Hawkes porterade det till Sinclair Spectrum och Amstrad CPC. 1992 porterade Adam Steele, Phillip Morris & Dave Lowe slutligen spelet till Atari ST och Amiga.